# Алабанд
Алабанд (др.-греч. Ἀλάβανδος) — персонаж греческой мифологии, карийский герой, легендарный основатель города Алабанда
Из 9-го фрагмента Аполлония из Летополиса следует, что он был сыном легендарного Кара и Каллирое, дочери речного бога Меандра. Согласно Стефану Византийскому, он получил имя Алабанд после победы в гонках на колесницах, потому что карийское слово ἄλα означает «лошадь», а βάνδα — «победу». Соответственно, по-гречески его иногда называли Гиппоник (Ιππόνικος). Его настоящее имя неизвестно.
Либо его считали сыном ликийца Эвиппа (Εὔιππος), убитого в «Илиаде» Патроклом (XVI, 417), который стал эпонимом дема Εὐίππη, вероятно из Алабанды, то есть, возможно, этот Алабанд был отдельным персонажем.
Цицерон привёл Алабанда (Alabandus) в качестве примера апофеоза героев, причём после его смерти жители Алабанды поклонялись основателю с большим благоговением, чем другим богам. Цицерон по этому поводу вспомнил эпизод, когда один из жителей этого города стал настойчиво убеждать афинского музыканта Стратоника, что Геркулес не бог, в отличие от Алабанда, а тот ответил: «Так пусть же гнев Алабанда падёт на мою голову, а гнев Геркулеса — на твою».